# Ftalocyanine

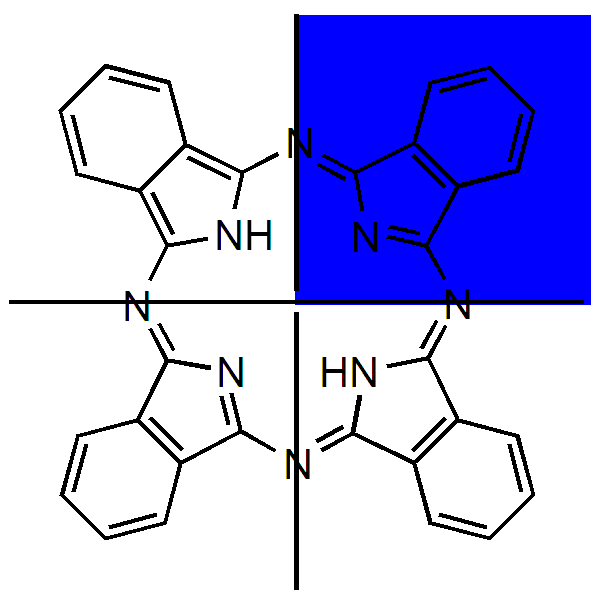
Opbouw van de molecule uit vier eenheden die afgeleiden zijn van ftaalzuur

Met een koperion: Ftalocyanineblauw BN (Koper(II)-ftalocyanine)

Ftalocyanine, {\displaystyle {\ce {C32H18N8}}} (Engels: phthalocyanine) is een macrocyclische verbinding die onder meer als blauwe kleurstof wordt gebruikt. Kleurstoffen op basis van ftalocyanine worden onder meer toegepast in optische opslagmedia als cd-r, en in kunststoffen.

## Samenstelling en productiemethode
De vier stikstofatomen in de ring kunnen metaalionen binden, en op die manier kunnen verschillende metaalcomplexen van ftalocyanine worden gevormd, die verschillende kleuren blauw hebben. De structuur van het molecuul is verwant aan die van porfyrine, een in de natuur voorkomende verbinding. De synthese van ftalocyanine vindt plaats door vier moleculen (afgeleiden van ftaalzuur) aan elkaar te koppelen, zoals in de bovenste afbeelding. 
De synthese van ftalocyanine is relatief eenvoudig. Er is een dozijn praktische methoden. In een gebruikelijke productiewijze van het kopercomplex wordt een mengsel van ftaalzuuranhydride, ureum en koper(I)chloride verhit. Het resultaat wordt eerst gewassen in verdund natriumhydroxide en daarna in verdund zoutzuur. Om bruikbaar te zijn als pigment moet de vrij grove substantie eerst geconditioneerd worden, opgelost in geconcentreerd zwavelzuur en daarna zorgvuldig in veel water uitgewassen en dan gefilterd. Het is ook mogelijk het pigment te malen in een kogelmolen.
Het industriële pigment wordt verkocht als toners, lakken, geperste cakes, pastas en poeders die verder verwerkt kunnen worden in eindproducten.

## Geschiedenis
In beginsel kunnen duizenden verbindingen gevormd worden met een zeventigtal metalen. De commercieel verreweg belangrijkste daarvan zijn met koper. In 1907 werd een stof gemaakt waarvan later duidelijk werd dat het een ftalocyanine zonder metaal betrof. De eerste metaalcomplexen, met koper, werden in 1927 in de literatuur vermeld waarbij hun grote kleurkracht en lichtechtheid onderkend werd maar leidden nog niet tot productie. Het betrof een toevallige ontdekking. In 1928 werd ook bij toeval — een smeltkroes was vervuild geraakt met ijzerschaafsel — een ijzercomplex ontdekt in de Grangemouth fabriek van Scottish Dyes, waarna men met andere metalen experimenteerde waarover patent werd aangevraagd. Tussen 1929 en 1933 onderzocht Reginald Patrick Linstead van de University of London de structuur van zulke verbindingen. Hij benoemde ze in 1933 als phthalocyanines van het Grieks naptha en kyanos. Hij onderscheidde verschillende polymorfen: de α-, β- en ε-CuPc waarvan de vorm in 1935 door Robertson via röntgencriatallografie vastgesteld werd. In 1935 begon ICI het pigment, een {\displaystyle {\ce {C32H18N8Cu10}}}, te produceren onder de naam Monastral fast blue. Het fast staat voor lightfast, "lichtecht". Het was de eerste keer sinds synthetisch ultramarijn een eeuw eerder dat een belangrijk blauw pigment geïntroduceerd werd. In 1936 nam IG Farben de koperverbinding in productie. Dit vond al snel wereldwijde navolging. Andere gebruikte namen waren heliogeenblauw en astraalblauw. Deze hadden nog red shade tinten die naar het kobaltblauw zweemden. Cyaankleurige varianten duiken in de jaren vijftig op en werden al snel dominant. Echt groene tinten kunnen worden geproduceerd door waterstofatomen te vervangen door halogenen. In 1936 werd voor het eerst een ftalogroen gemaakt door ftaloblauw te laten reageren met aluminiumchloride. Het is een koperpolychloroftalocyanine. Sinds 1959 werd ook een koperpolychlorobromoftalocyanine geproduceerd door General Aniline and Film.

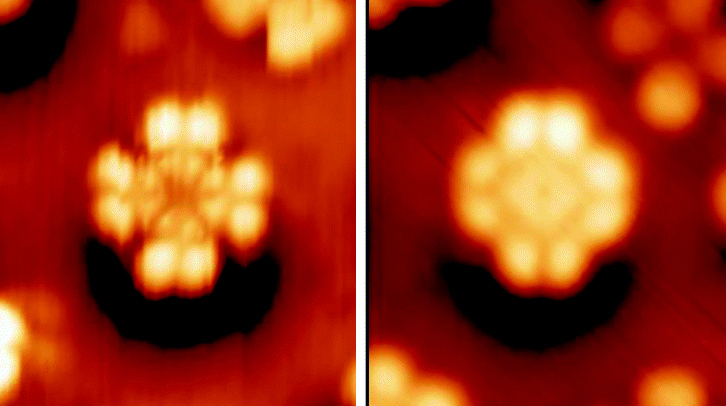
Opnamen van de molecuulstructuur

In de veertig jaar na 1935 verdrongen dergelijke ftalopigmenten gestaag andere blauwe en groene kleurstoffen en pigmenten. In 1981 werd geschat dat 90 tot 95% van alle blauwe verf, drukinkt, coatings en plastics ftaloblauw als kleurend element had. Ze vertegenwoordigden in de jaren tachtig een zesde van de totale productie aan organische pigmenten. In 1985 werd 30% van de ftalocyaninen gebruikt in coatings, 55% in inkten en 15% in plastics. Ongeveer de helft van de ftalogroenproductie heeft verf als bestemming. Tegen het einde van de twintigste eeuw lag de wereldproductie van koperftalocyanine op tachtigduizend ton per jaar. Het wordt typisch gerekend onder de high-performance pigments, die met het grootste praktische en economische nut. De reden hiervoor was dat de kleurkracht groot was, de prijs laag en de lichtechtheid hoog. Het werd de typische kleur van autolak in het Oostblok. In driekleurendruk fungeert ftaloblauw als het primaire blauwe pigment. Kleurenfoto's in etalages kleuren langzaam blauw omdat het geel en magenta door de inwerking van zonlicht vernietigd worden maar het ftalocyanine niet.

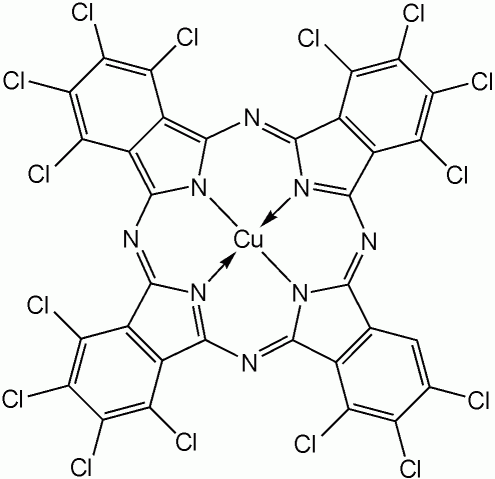
Ftalogroen

In de technische kunstgeschiedenis speelt het pigment een speciale rol in het herkennen van vervalsingen. Het blijkt dat moderne vervalsers vaak het handige ftaloblauw toepassen ondanks dat de aanwezigheid ervan hun werk onherroepelijk door de mand laat vallen als het onderzocht wordt via ramanspectroscopie. Tot de vervalste werken behoort een stilleven door Fernand Léger, La Horde door Max Ernst, zogenaamd in 1928 geschilderd, werken toegewezen aan Max Pechstein, Maurice Utrillo en Wassily Kandinsky, alsmede een carnaval door James Ensor. Zelfs een aantal papyri werd vervalst zoals bleek uit het gebruik van ftaloblauw in plaats van Egyptisch blauw. Een bijzonder geval is het werk A portrait of a Lady and a Boy with a Pan door de zeventiende-eeuwse Engelse portretschilder John Hayles. In 1995 aangekocht door de Tate Gallery bleek later uit de aanwezigheid van ftaloblauw dat het doek vrijwel geheel overgeschilderd was. Het museum achtte het niet meer verantwoord het schilderij in die toestand nog tentoon te stellen.

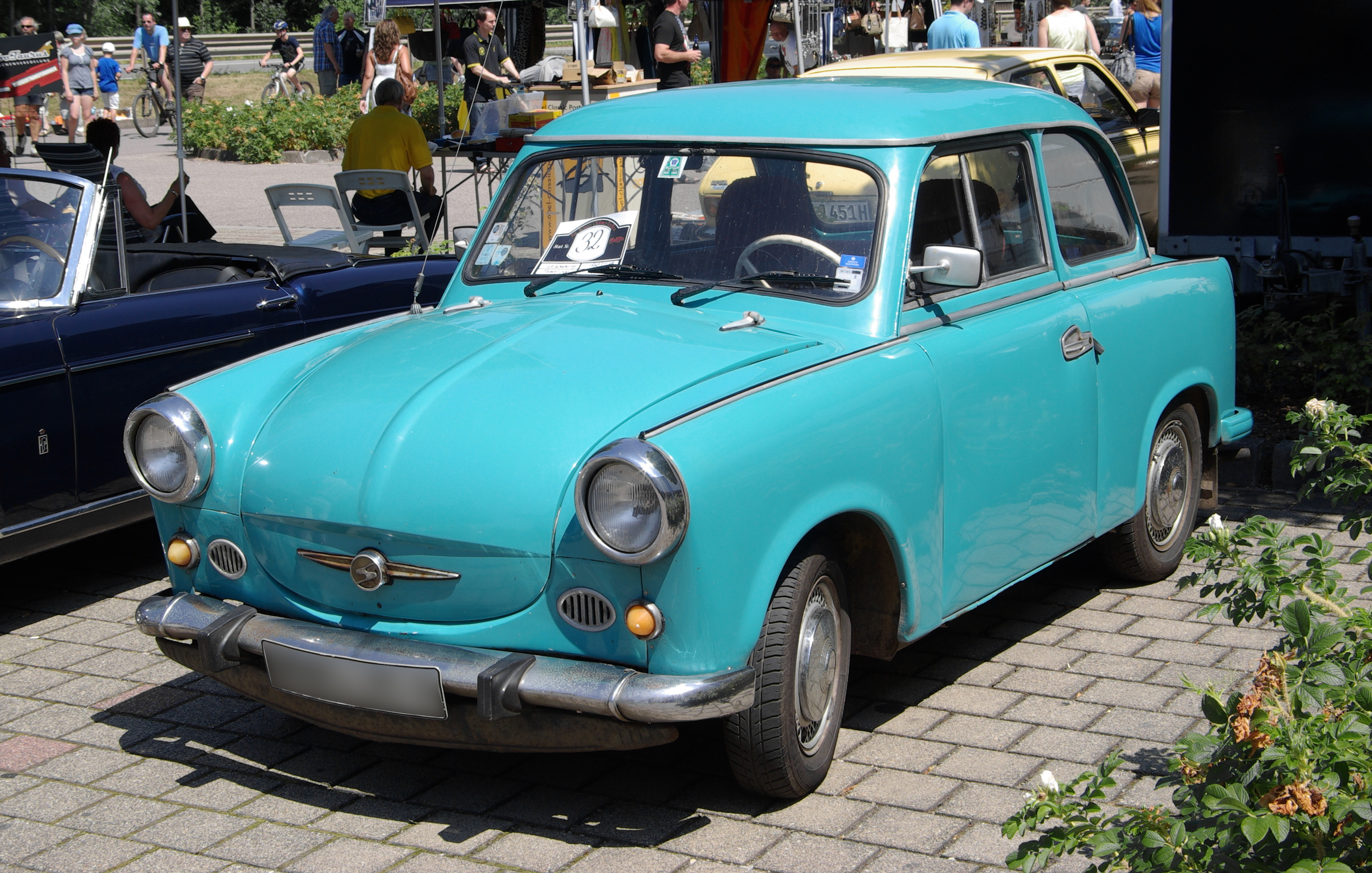
Bij de Trabant was ook de kleur autolak goedkoop

Opmerkelijk is dat dat juist bij moderne kunst het pigment vaak niet valt aan te tonen, hoewel dat ook veroorzaakt kan worden door het wegens de grote kleurkracht geringe aantal pigmentdeeltjes die ook nog eens vrij klein zijn. Het oudste werk waarin het pigment is aangetroffen is La lampe philosophique van René Magritte uit 1936. Een ander vroeg werk is Composition in Yellow, Blue and White van Piet Mondriaan uit 1937. In het atelier van de schilder Sam Francis werden na zijn dood in 1994 voorraden ftaloblauw in poedervorm aangetroffen die hij gebruikte om zelf verf aan te maken teneinde grote oppervlakten aan schilderdoek te bespatten. Ook in de werkplaats van Kandinsky, die een spirituele fascinatie had voor de kleur blauw, werd een pot Heliogenblau aangetroffen.

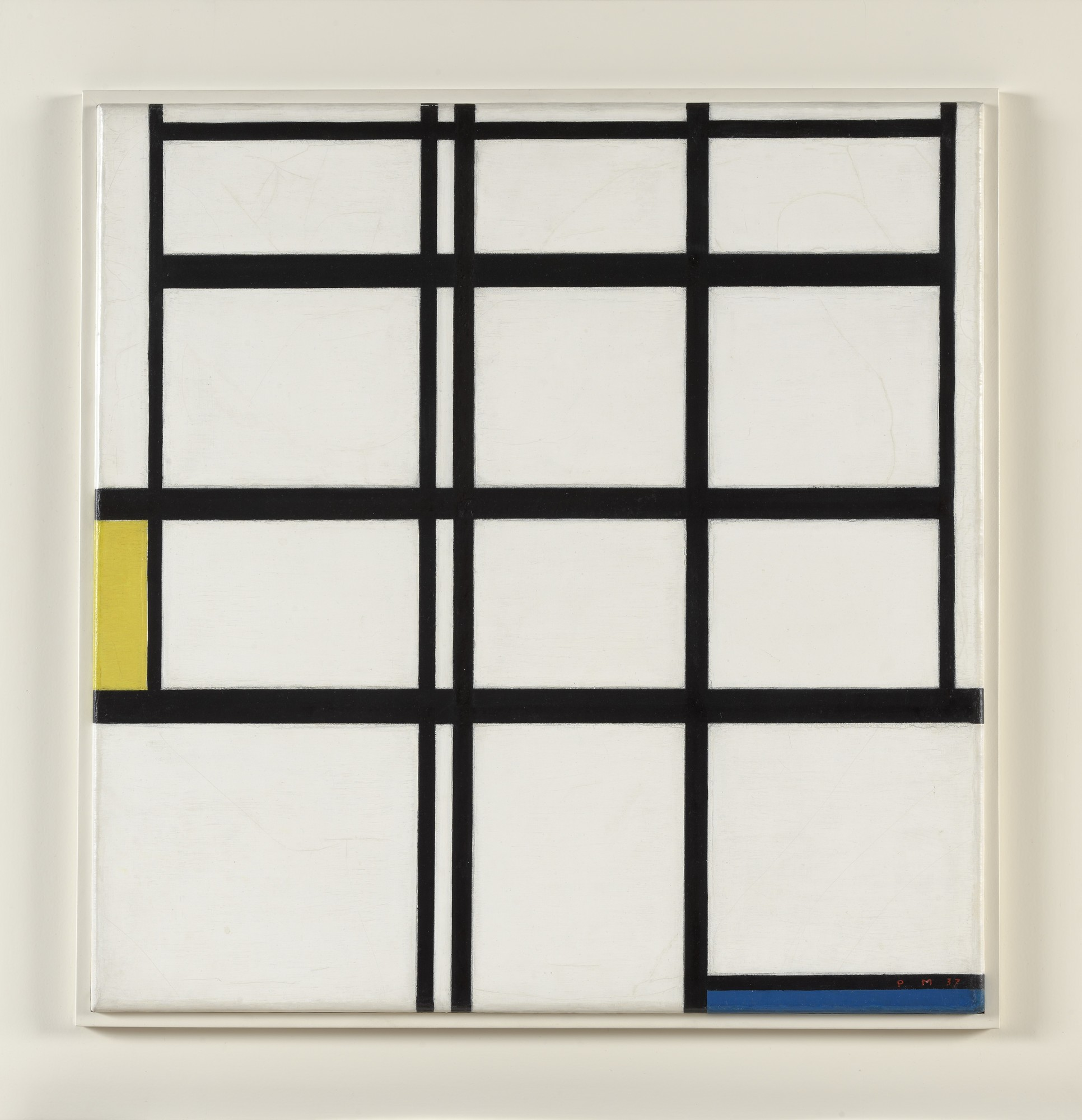
In Composition in Yellow, Blue, and White I van Mondriaan werd al in 1937 ftaloblauw toegepast

Vooral bij amateurschilders die de grote massa van de omzet van kunstschildersverven vertegenwoordigen, raakte het pigment slechts langzaam bekend. Dat lag niet aan de fabrikanten. Al in 1937 bracht de Engelse Winsor & Newton een Winsor Blue op de markt. Lefranc & Bourgeois volgde in 1938 met een Bleu Hortensia en Talens in 1940 met een Rembrandtblauw. Latere fabrikanten gebruikten vaak namen die afgeleid waren van andere pigmenten zoals cadmiumgroen, Cerulean Blue Hue, Emerald Green, indigo, pauwblauw, permanentblauw, permanentgroen, Permanent Hooker’s Green, sapgroen, Chrome Green Hue, Manganese Blue Hue en Viridian Hue. Daarnaast waren er handelsnamen als Fastogen, Fastolux, Hostaperm, Irgalite, Phthalo, Phthalogen, Sunfast en Thalo. Zulke fantasienamen vertraagden de receptie omdat klanten niet begrepen wat voor een pigment het eigenlijk was. Op 8 maart 1960 kwamen Grumbacher en andere fabrikanten overeen voortaan aan de namen tussen haakjes (phthalocyanine) toe te voegen. Desalniettemin bleef men vaak traditionele pigmenten gebruiken zoals Pruisisch blauw en vert émeraude. Ook de enorme kleurkracht van ftaloblauw werd als bezwaarlijk ondervonden. Het overheerste letterlijk het palet en penselen hadden na eenmalig gebruik voorgoed een groenige kleur. In de jaren zeventig echter werd ftaloblauw het dominante pigment bij het schilderen. Dat hing nauw samen met de opkomst van acrylverf. Pruisisch blauw is niet met een acryldispersie te combineren en zo werd ftaloblauw het standaardblauw. Een onderzoek uit 2010 concludeerde dat ftaloblauw 37% van de blauwe kunstenaarsverven vertegenwoordigde. Het tweede in volgorde, ultramarijn, haalde maar 22%. Dat is daarbij een geheel andere tint, secundair blauw. Van de concurrenten in de primair blauwe tint haalde Pruisisch blauw maar 7%, kobaltblauw ruim 6% en kobaltturquoise (PB36) een kleine 6%. Het vroeger populaire ceruleumblauw bereikte nog maar 4% en indantreenblauw 3%.

## Eigenschappen

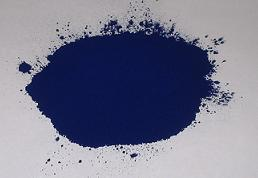
Ftaloblauw in poedervorm

De ftalocyaninepigmenten hebben een zeer verzadigde tint. Hun kleurkracht is aanzienlijk. De lichtechtheid is zeer goed mits ze gevormd zijn met koper, nikkel of kobalt. Volgens de standaarden van de American Society of Testing and Materials is de lichtechtheid I ofwel "excellent": er is dan geen verbleking waarneembaar tijdens de testduur. Dit geldt voor media als olieverf, acrylverf of alkydverf, waarin het bindmiddel de pigmentkorrels tegen de inwerking van licht beschermt. Bij aquarelverf, waar de gom typisch volledig in het papier trekt, is de lichtechtheid nog altijd II, "zeer goed", met slechts minimale verkleuring na vele jaren lichtinwerking. Eenzelfde kleurechtheid is dan plausibel bij gouache en pastel. Ze zijn glacerend. Dat betekent dat in verf de hoogste verzadiging slechts bereikt wordt na wat bijmenging van witte pigmenten. Bij kunstschildersverven laat men wegens de hoge kleurkracht de kleurende substantie altijd neerslaan op een wit substraat. Bij de olieverf van Talens maakt zo het eigenlijke ftalocyanine maar 10% van de droge verfmassa uit, ongeacht of het om goedkopere studieverf gaat van de Amsterdam en Van Gogh-lijn of om de dure Rembrandtlijn. De prijs is laag, lager dan bij alle andere gangbare blauwe of groene pigmenten. Ze zijn goed bestand tegen hitte. Ze lossen niet op in de meeste oplosmiddelen, inclusief water. Een uitzondering zijn de aromatische oplosmiddelen. Ze kunnen de kristallen van een α-polymorf in de grotere van een β-polymorf laten groeien met als resultaat een vermindering van de kleurkracht en een verkleuring naar groen. Dit is vooral relevant voor restauraties. Ze zijn goed bestand tegen zuren en basen. Ze veranderen ook niet door terpentine, xyleen, ethanol, ethylacetaat, di-ethyleenglycol en butanon. Bij ramanspectroscopie bestaat het risico dat de krachtige laserstraal het pigment aantast.

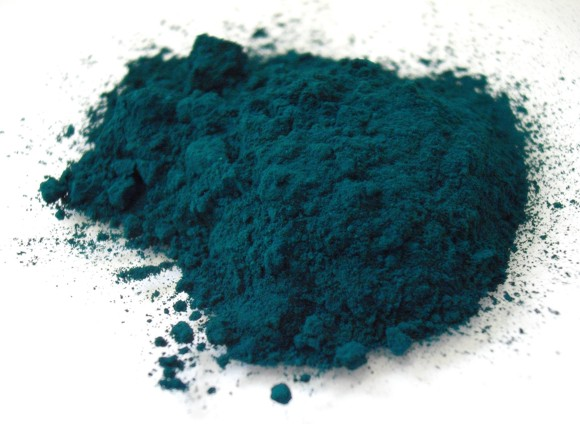
Ftalogroen

In de Colour Index is het kopercomplex het PB15; het Colour Index Constitution Number is 74160. Er wordt een half dozijn subtypen onderscheiden die verschillen in tint, stabiliteit en oplosbaarheid. De pigmenten kunnen, bij voorbeeld door oppervlakte-actieve stoffen, gestabiliseerd worden tegen flocculeren, het samenklonteren van de pigmentdeeltjes, vooral in een waterige oplossing omdat ze zo hydrofoob zijn. Dit kan een gewenst effect zijn in het aquarelleren maar is ongunstig bij industriële producten wegens de onvoorspelbare effecten. Door de stabilisatie neemt wel de kwetsbaarheid voor oplosmiddelen toe.

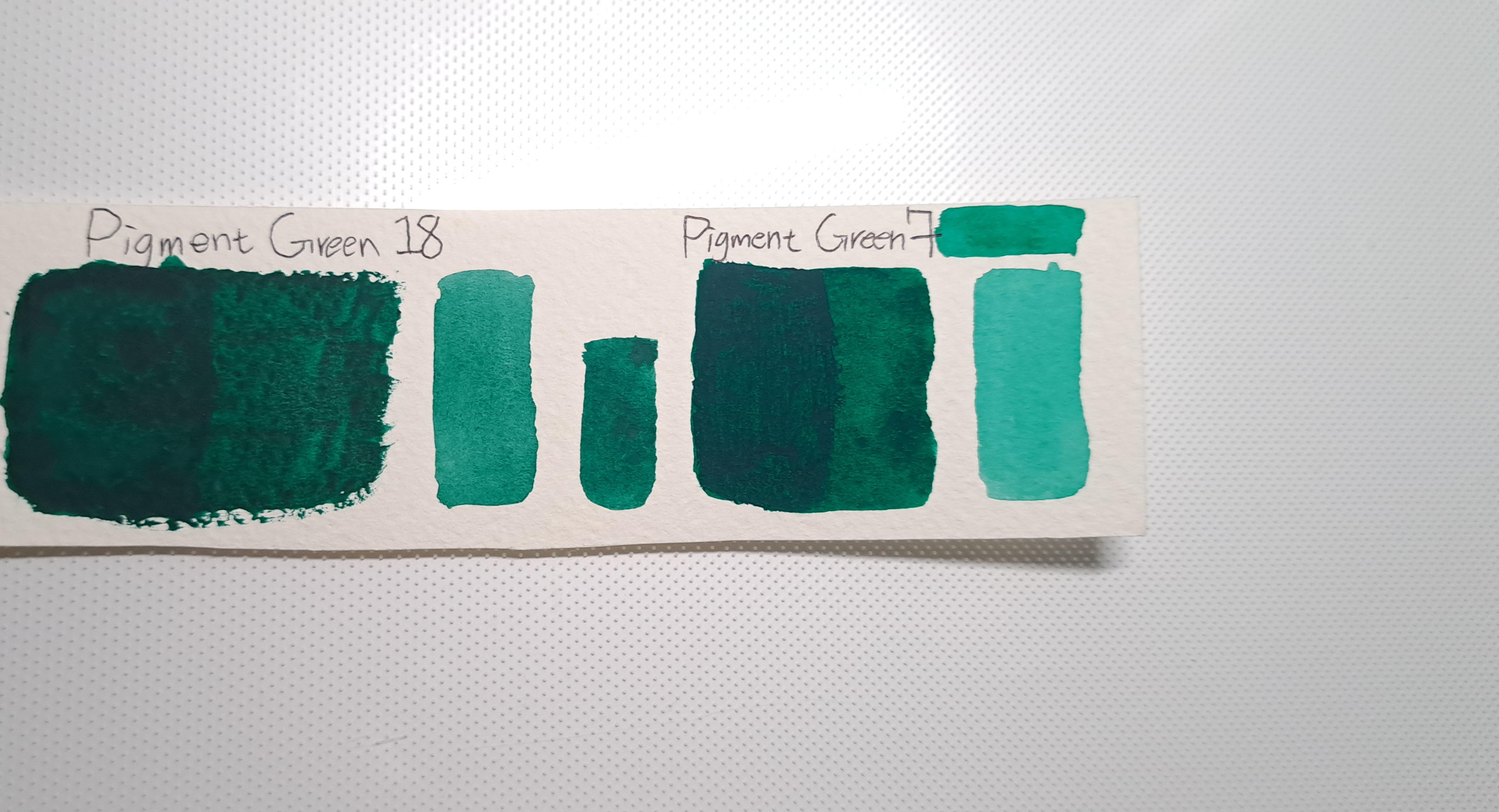
Ftalogroen, rechts, vergeleken met vert émeraude

PB15(:0) is de niet-gestabiliseerde α-morf, PB15:1 is de niet-gekristalliseerde α-morf, PB15:2 is de niet-gekristalliseerde en niet flocculerende α–morf, PB15:3 is de niet-gestabiliseerde en flocculerende β-morf, PB15:4 is de niet flocculerende β-morf, and PB15:6 is de ε-morf. PB15:3 staat het dichtst bij de primaire kleur cyaan en wordt wel de green shade genoemd wat weerspiegelt dat in de meeste talen geen onderscheid gemaakt wordt tussen primair en secundair blauw. Dit is bij het kunstschilderen de meest verkochte variant. De andere varianten, die iets dichter bij magenta staan, noemt men dan de red shade met een reflectiemaximum van 465 nanometer. Het wel geclassificeerde PB15:5, de γ-morf, wordt om economische redenen in feite nauwelijks geproduceerd. PB15 is niet significant giftig of kankerverwekkend en het wordt gebruikt als kleurstof in voedsel.
Ftalocyanine dat geen metaalion bevat heeft een aparte code: PB16. Ook dit wordt wel gebruikt als een pigment, vooral in autolak maar ook in beits, viltstiften en inkten. Het is cyaankleurig en een instabiele α-morf. Het wordt geproduceerd sinds 1939, maar in kleine hoeveelheden. Er wordt ook een bariumzout van koperftalocyanine geproduceerd met als code PB17. Dit wordt vooral toegepast als primaire kleur blauw in drukinkten. Sinds het begin van de eenentwintigste eeuw is er productie van een kobaltftalocyanine met als code PB75. Dit is een vrij duur pigment wegens de kobaltcomponent.
Ftalogroen komt in twee hoofdtypen voor. De tinten ervan zijn afhankelijk van het aantal atomen chloor en/of broom. Een dozijn chlooratomen doet de stof groen kleuren. PG7 heeft veertien of vijftien chlooratomen. Het heeft een diepe blauwgroene tint met een reflectiemaximum van 495 nanometer. PG36 heeft een variabele samenstelling maar bevat typisch vier tot negen broomatomen en twee tot acht chlooratomen. De tint ervan staat met 510 nanometer dichter bij secundair groen en wordt wel geelgroen genoemd. Voor beide groenen geldt dat de mate van kristallisering geen invloed heeft op de tint. Terwijl PB15, PB16 en PG7 bestand zijn tegen temperaturen van 150 °C, is PG36 stabiel tot 300 °C. PG7 is bijna volmaakt lichtecht en bezit een extreme kleurkracht. PG36 heeft ook in waterverf een excellente lichtechtheid. PG7 is niet kankerverwekkend.